# Acquasparta
Acquasparta település Olaszországban, Terni megyében. Lakosainak száma 4407 fő (2023. január 1.). Acquasparta Avigliano Umbro, Massa Martana, Montecastrilli, Spoleto, Terni és Todi községekkel határos.

## Népesség
A település népességének változása:
| Lakosok száma | 4726 | 4676 | 4407 |
|               | 2017 | 2018 | 2023 |